# Salos
Salos is een plaats in het Litouwse district Panevėžys. De plaats telt 228 inwoners (2001).